# 怀酒
怀酒是貴州仁怀所产的大曲酱香型白酒。怀酒源于1951年仁怀当地轻工系统成立的一家综合加工厂，1954年工厂改称国营仁怀县酒厂，开始生产高粱酒和玉米烧酒。 大跃进至文化大革命期间为扩大茅台生产而推行茅台异地生产试验，酒厂于1973年奉命承担研制任务，聘请茅台酒厂技师依茅台酿造工艺生产酱香型白酒，结果为怀酒，取代了酒厂以前所产酒种，并因近似茅台而成为被消费者称为二茅台。